# フリードリヒ・ルートヴィヒ (ナッサウ＝オットヴァイラー伯)
フリードリヒ・ルートヴィヒ（Friedrich Ludwig, 1651年11月13日 - 1728年5月25日）は、ナッサウ＝オットヴァイラー伯（在位：1680年 - 1728年）、ナッサウ＝イトシュタイン伯（在位：1721年 - 1728年）およびナッサウ＝ザールブリュッケン伯（在位：1723年 - 1728年）。

## 生涯
フリードリヒ・ルートヴィヒは、ナッサウ＝オットヴァイラー伯ヨハン・ルートヴィヒとドロテア・カタリーナ・フォン・プファルツ＝ビルケンフェルト＝ビシュヴァイラーの長男としてオットヴァイラーで生まれた。母ドロテア・カタリーナはプファルツ＝ビルケンフェルト＝ビシュヴァイラー公クリスティアン1世の娘であった。1680年にナッサウ＝オットヴァイラー伯となった。1721年に父の従兄弟ゲオルク・アウグストの死によりナッサウ＝イトシュタイン伯領を継承し、1723年には従兄弟で婿のカール・ルートヴィヒの死によりナッサウ＝ザールブリュッケン伯領を継承した。1728年に男子の継承者なく死去したため、領地は従兄弟の子であるナッサウ＝ウージンゲン侯カールが継承した。

## 家族
1680年7月28日にアーレフェルト伯フレゼリクとマルガレーテ・ドロテア・フォン・ランツァウの娘クリスティアーネ・フォン・アーレフェルト（1659年 - 1695年）と結婚した。2人の間には8女が生まれた。
- ドロテア・フリーデリケ（1681年 - 1691年）
- シャルロッテ・マリー（1684年 - 1690年）
- クリスティアーネ・シャルロッテ（1685年 - 1761年） - ナッサウ＝ザールブリュッケン伯カール・ルートヴィヒと結婚、ヘッセン＝ホンブルク方伯フリードリヒ3世と再婚
- ルイーゼ（1686年 - 1773年） - ザルム＝ダウン伯カール（en、1675年1 - 1733年）と結婚
- ゾフィー・アマーリエ - キルヒベルク城伯およびザイン＝ハーヘンブルク伯ゲオルク・フリードリヒ（1683年 - 1749年）と結婚
- マリー・シャルロッテ（1690年 - 1714年）
- ドロテア（1692年 - 1740年） - ザルム＝ダウン伯ヴァルラト（1686年 - 1730年）と結婚
- エレオノーレ（1693年）

クリスティアーネと死別した後、1697年9月27日にハーナウ＝リヒテンベルク伯ヨハン・ラインハルト2世とアンナ・マグダレーナ・フォン・プファルツ＝ビルケンフェルト＝ビシュヴァイラーの娘ルイーゼ・ゾフィー・フォン・ハーナウ＝リヒテンベルク（1662年 - 1751年）と再婚したが、この結婚で子供は生まれなかった。